# 奥村歩
奥村 歩（おくむら あゆみ、1961年12月13日 - ）は、日本の医師、医学博士。医療法人三歩会理事長。

## 人物
長野県出身。1988年（昭和63年）に岐阜大学医学部卒業。1998年（平成10年）3月に岐阜大学大学院医学博士課程修了。同年4月に米国のノースカロライナ神経科学センター（英: North Carolina Neuroscience Institute）に留学。2000年（平成12年）1月に岐阜大学附属病院脳神経外科病棟医長併任講師、2008年（平成20年）7月には岐阜県羽島郡岐南町におくむらクリニック開設、木沢記念病院脳神経外科部長・岐阜大学客員医学講師に就任する。2015年（平成27年）に新設したおくむらメモリークリニック「もの忘れ外来」では、毎日全国から集まる150人以上の患者の診療を行なっている。脳神経外科学会（評議員）・日本認知症学会（認定専門医・指導医）・アルツハイマー病研究会（運営委員）・日本磁気共鳴学会・日本うつ病学会・日本核医学会（PET認定専門医）・日本脳卒中学会他の学会に所属している。一般向けに認知症の予防・早期発見・治療を啓蒙する著書が多い。認知症シリーズは累計30万部を超える。テレビ出演や講演多数。

## 著書
- 『ボケない技術：「もの忘れ外来」の現場から』世界文化社、東京、2007年9月。ISBN 978-4-418-07410-5。 NCID BA84841430。OCLC 676292401。全国書誌番号:21295500。
  - 『ボケない技術（テク）：「もの忘れ外来」の現場から』（新版）世界文化社、東京、2018年10月。ISBN 978-4-418-16409-7。 NCID BB27366376。OCLC 1059468140。全国書誌番号:23122103。
- 『音楽で脳はここまで再生する：脳の可塑性と認知音楽療法』佐々木久夫 編、人間と歴史社、東京、2008年5月。ISBN 978-4-89007-169-2。 NCID BA86013371。OCLC 676204405。全国書誌番号:21479656。
- 『自分史回想ノート：脳活&ボケ予防!』奥村步 監修，蔭山敬吾 編、阪急コミュニケーションズ、東京、2008年7月。ISBN 978-4-484-08206-6。 NCID BA86395700。OCLC 233686054。
- 『「うつ」にならない技術（テク）：脳神経外科医が教える「予防」と「気づき」』世界文化社、東京、2009年6月。ISBN 978-4-418-09408-0。 NCID BA90604713。OCLC 675552405。全国書誌番号:21667356。
- 『40代からはじめるボケない生活術：「認知予備力」を強くする習慣38』静山社、東京〈静山社文庫〉、2010年11月。ISBN 978-4-86389-079-4。 NCID BB05455610。OCLC 743361113。全国書誌番号:21848880。
- 『2週間でつくる禁煙脳』あさ出版、東京、2010年10月。ISBN 978-4-86063-423-0。 NCID BB04910631。OCLC 752021540。全国書誌番号:21927099。
- 『もの忘れとウツがなくなる「脳」健康法：病気の原因は脳にあった!』静山社、東京〈静山社文庫〉、2011年4月。ISBN 978-4-86389-108-1。 NCID BB06283838。OCLC 752015403。全国書誌番号:21919963。
- 『「続ける・やめる」は脳でコントロールできる!：脳神経外科医が教える』青春出版社、東京〈プレイブックス〉、2011年9月。ISBN 978-4-413-01929-3。 NCID BB07019959。OCLC 763096106。全国書誌番号:21977717。
- 『「うちの親、認知症かな?」と思ったら読む本：認定専門医による早期発見・介護ガイドブック』あさ出版、東京、2011年9月。ISBN 978-4-86063-479-7。 NCID BB07510549。OCLC 820745135。全国書誌番号:21295500。
- 『「もの忘れ外来」100問100答：認知症が気になるあなたとご家族のために』阪急コミュニケーションズ、東京、2012年5月。ISBN 978-4-484-12211-3。 NCID BB09870512。OCLC 825138587。全国書誌番号:22142753。
- 『ボケがきた?どこにきただれにきた：今なら間に合う4つの生活習慣』法研、東京、2012年5月。ISBN 978-4-87954-850-4。 NCID BB10265829。OCLC 816948547。全国書誌番号:22082273。
- 『「もの忘れ外来」のボケない技術（テク）』PHP研究所、東京〈PHP文庫〉、2012年6月。ISBN 978-4-569-67835-1。 NCID BB11343032。OCLC 820780423。全国書誌番号:22086587。
- 『「脳卒中」を防ぐ技術（テク）：脳神経外科専門医が教える』世界文化社、東京、2012年10月。ISBN 978-4-418-12410-7。 NCID BB14715199。OCLC 825175904。全国書誌番号:22160004。
- 『もの忘れは治る!：40代～60代の「問題ないもの忘れ」と「危ないもの忘れ」』さくら舎、東京、2013年11月。ISBN 978-4-906732-56-2。 NCID BB14164765。OCLC 862706372。全国書誌番号:22328686。
- 『誤解さえしなければ認知症は怖くない!：2万人の認知症患者を診てきた専門医が「45の誤解」を解く』阪急コミュニケーションズ、東京、2014年5月。ISBN 978-4-484-14212-8。 NCID BB16230780。OCLC 889954302。全国書誌番号:22446692。
- 『MCIを知れば認知症にならない!』主婦と生活社、東京、2014年6月。ISBN 978-4-391-14522-9。 NCID BB15994484。OCLC 884821816。全国書誌番号:22432273。
- 『認知症にならない!「もの忘れ外来」徹底ガイド：相談して治す・予防する専門医療の活用法』日本文芸社、東京、2015年2月。ISBN 978-4-537-21238-9。 NCID BB19493130。OCLC 903950045。全国書誌番号:22525000。
- 『認知症の「家族」と暮らす技術（テク）』世界文化社、東京、2015年3月。ISBN 978-4-418-15407-4。 NCID BB18382123。OCLC 907661049。全国書誌番号:22551466。
- 『あなたの脳は一生あきらめない!：年をとっても成長し続ける「ボケない回路」のつくり方』永岡書店、東京、2016年7月。ISBN 978-4-522-43447-5。 NCID BB22835935。OCLC 957507799。全国書誌番号:22771724。
- 『脳の老化を99%遅らせる方法：疲れを脳にため込まない37の新習慣』幻冬舎、東京、2016年11月。ISBN 978-4-344-03037-4。全国書誌番号:22818534。
- 『その「もの忘れ」はスマホ認知症だった：10万人の脳を診断した脳神経外科医が教える』青春出版社、東京〈青春新書INTELLIGENCE〉、2017年7月。ISBN 978-4-413-04516-2。 NCID BB24144119。OCLC 1002832987。全国書誌番号:22930934。
- 『脳を休める技術：デキる人は脳を鍛えずゆるめている：100万人の脳を診た名医だけが知っている』カンゼン、東京、2018年2月。ISBN 978-4-86255-446-8。 NCID BB26234096。OCLC 1030184182。全国書誌番号:23020477。
- 『ねころんで読める認知症診療：「もの忘れ外来」免許皆伝』メディカ出版、大阪、2018年10月。ISBN 978-4-8404-6577-9。 NCID BB27198985。OCLC 1057614448。全国書誌番号:23116783。
- 『「朝ドラ」を観なくなった人は、なぜ認知症になりやすいのか?』幻冬舎、東京、2019年8月。ISBN 978-4-344-03493-8。 NCID BB29020805。OCLC 1121079025。全国書誌番号:23266999。
- 『医者が教える正しいスマホ習慣：依存症 物忘れ 意欲低下から身を守る』奥村歩，佐久間寛之，霜田里絵，坪田聡 監修、宝島社、東京〈TJ MOOK〉、2021年8月。ISBN 978-4-299-01856-4。OCLC 1262943965。全国書誌番号:23559083。
- 『スマホ脳の処方箋：10の生活改善テクニックで脳の疲れがみるみるとれる!』あさ出版、東京、2022年9月。ISBN 978-4-86667-386-8。 NCID BC16804774。OCLC 1348973088。全国書誌番号:23746334。
- 『スマホ脳・脳過労からあなたを救う 脳のゴミを洗い流す「熟睡習慣」』すばる舎、東京、2023年10月10日。ISBN 978-4-7991-1164-2。

## 出演
- “「普通の物忘れ」と「危険な物忘れ」の差”. この差って何ですか?. 2017年3月21日. TBSデジタルテレビジョン.
- “いつまでも認知症にならず、若々しい脳を育てる 最新・最強!名医の脳育法”. 主治医が見つかる診療所. 2017年10月19日. テレビ東京デジタルテレビジョン.
- “認知症の一歩手前「MCI」を見つけるには”. 教えて!ドクター 家族の健康. Episode 276. 2017年11月25日. BSテレ東.
- “食べながらラクに脂肪を減らす&超人気!3か月待ちの専門外来”. 主治医が見つかる診療所. 2018年10月18日. テレビ東京デジタルテレビジョン.
- “【スマホ脳過労とは】記憶力低下や無気力など悪影響が”. クローズアップ現代. 2019年2月19日. NHK総合テレビジョン.
- “医師のホンネ&名医が教えるコレステロール新常識”. 主治医が見つかる診療所. 2019年3月21日. テレビ東京デジタルテレビジョン.
- “今こそ伝えたい！主治医からの一斉検定”. 主治医が見つかる診療所. 2020年5月21日. テレビ東京デジタルテレビジョン.
- “傷んだ体を元通りにして健康になろう&芸能人からSOS!認知症検査に完全密着”. 主治医が見つかる診療所. 2020年7月9日. テレビ東京デジタルテレビジョン.
- “蛭子能収認知症改善プロジェクト&芸能人生活習慣病ドックSP”. 主治医が見つかる診療所. 2020年11月12日. テレビ東京デジタルテレビジョン.
- “帰省時にできる簡単認知症チェック”. 健康カプセル！ゲンキの時間. 2022年8月14日. CBCデジタルテレビジョン.
- “1日2時間以上使う人は要注意…脳が過労状態となる『スマホ認知症』とは 医師に聞いたその仕組みと対策”. NEWS ONE. 2023年2月15日. 東海テレビ放送デジタルテレビジョン.

## 脚註